# Mont-Saint-Martin (Isère)
 Mont-Saint-Martin  es una población y comuna francesa, en la región de Ródano-Alpes, departamento de Isère, en el distrito de Grenoble y cantón de Saint-Égrève.

## Demografía
| 35 | 20 | 45 | 77 | 77 | 98 |
| Para los censos de 1962 a 1999 la población legal corresponde a la población sin duplicidades (Fuente: INSEE [Consultar]) |    |    |    |    |    |